# Форт-19
Форт-19 — самозарядный пистолет, разработанный НПО «Форт» (Украина) с учётом опыта создания, производства и эксплуатации пистолетов «Форт-14», «Форт-15» и «Форт-17».

## История
Демонстрационный образец пистолета «Форт-19» был впервые представлен в сентябре 2015 на оружейной выставке «Зброя та безпека-2015» в Киеве.
В 2016 году пистолет был включён в каталог продукции государственного концерна «Укроборонпром» в качестве оружия, которое может быть изготовлено на экспорт.
В 2018 году в перечень продукции НПО «Форт» был включён травматический пистолет «Форт-19Р» под патрон 9 мм Р.А..
После введения 26 ноября 2018 года на Украине военного положения руководство Украинских железных дорог выделило 2,61 млн. гривен на приобретение партии из 89 единиц стрелкового оружия шести различных моделей для подразделения военизированной охраны Юго-Западной железной дороги (в число которых включён один пистолет «Форт-19» с боекомплектом 109 шт. патронов 9х19 мм).
9 апреля 2019 года в порту Умм-Каср сотрудники таможенной службы Ирака при проверке грузов нашли контейнер с 1033 пистолетами «Форт-19», которые пытались контрабандой ввезти в страну.

## Описание
«Форт-19» представляет собой модификацию пистолета «Форт-14ПП» с полимерной рамкой из ударопрочной пластмассы, отделяемой накладкой на рукояти (допускающей подгонку по руке стрелка) и креплением «пикатинни» под стволом пистолета, которое позволяет установить лазерный целеуказатель, тактический фонарь или иное оборудование.
Применение в конструкции полимерных материалов позволило уменьшить массу оружия.
Ствол пистолета имеет шесть правых нарезов.
Действие автоматики пистолета основано на использовании отдачи подвижного ствола.
Ударно-спусковой механизм — одинарного и двойного действия.
Питание патронами производится из коробчатых магазинов ёмкостью 16 патронов.
Прицельные приспособления — открытого типа (мушка и целик).

## Страны-эксплуатанты
- Украина — в декабре 2018 года один пистолет заказали для железнодорожной охраны[5]